# Geißing (Traunstein)
Geißing ist ein Gemeindeteil der Großen Kreisstadt Traunstein im oberbayerischen Landkreis Traunstein. Das Dorf gehörte bis zum 1. Mai 1978 zur Gemeinde Wolkersdorf.

## Geographie
Geißing liegt am nordwestlichen Stadtrand von Traunstein in der Gemarkung Wolkersdorf. Der Ort wird ungefähr begrenzt durch die Wolkersdorfer Straße im Süden, der Kreuzstraße im Westen, der Straße vom Umspannwerk zum Schnepfenluck im Norden und der ehemaligen Gemeindegrenze bzw. der Gemarkungsgrenze zu Traunstein (Waldrand des Schnepfenluck im Osten und Verbindungsweg zwischen Saalachstraße und Nußbaumerstraße im Südosten).
Geißing grenzt an folgende Ortsteile: im Norden an Kotzing, im Osten an Traunstein, im Süden an Traunstorf und im Westen an Wolkersdorf.
Der Westteil des Ortes liegt tiefer als der Ostteil, dessen Gelände am östlichen Ortsrand auf bis zu 627 m ü. NN ansteigt.
Die Einwohnerzahl von Geißing lag am 25. Mai 1987 bei 551. Der Ort erfuhr bis heute jedoch einen starken Bevölkerungsanstieg und zählt inzwischen über 800 Einwohner.
| Geißing: Einwohnerzahlen von 1871 bis 1987       | Geißing: Einwohnerzahlen von 1871 bis 1987 | Geißing: Einwohnerzahlen von 1871 bis 1987 | Geißing: Einwohnerzahlen von 1871 bis 1987 | Geißing: Einwohnerzahlen von 1871 bis 1987 |
| ------------------------------------------------ | ------------------------------------------ | ------------------------------------------ | ------------------------------------------ | ------------------------------------------ |
| Jahr                                             |                                            |                                            |                                            | Einwohner                                  |
| 1871                                             | 1871                                       |                                            | 11                                         | 11                                         |
| 1885                                             | 1885                                       |                                            | 16                                         | 16                                         |
| 1900                                             | 1900                                       |                                            | 20                                         | 20                                         |
| 1925                                             | 1925                                       |                                            | 43                                         | 43                                         |
| 1950                                             | 1950                                       |                                            | 124                                        | 124                                        |
| 1961                                             | 1961                                       |                                            | 190                                        | 190                                        |
| 1970                                             | 1970                                       |                                            | 208                                        | 208                                        |
| 1987                                             | 1987                                       |                                            | 551                                        | 551                                        |
| Quelle(n): Amtliche Ortsverzeichnisse für Bayern |                                            |                                            |                                            |                                            |

## Geschichte
In Geißing existieren seit dem Mittelalter zwei Bauernhöfe, der Vordergeißingerhof und der Hintergeißingerhof. Beide hatten die Größe von 2 Lehen bzw. ½ Hoffuß und gehörten grundherrschaftlich zum Domkapitel Salzburg und nach der Säkularisation zum Rentamt Traunstein.
Der Vordergeißingerhof ist bis heute ein Vollerwerbsbetrieb. Der Hintergeißingerhof wird heute nicht mehr landwirtschaftlich, sondern als Pferdesportanlage genutzt und ist seit 1939 Eigentum der Stadt Traunstein. Im Gebäude befindet sich auch eine Gastwirtschaft sowie Vereinsheime des Reit- und Fahrvereins Traunstein und der Schützengesellschaft Trauneck.
Geißing gehörte bis zum Gemeindeedikt 1808 zur Hauptmannschaft Haslach des Amtes Oberchiemgau im Landgericht Traunstein. Danach kam Geißing zum neugebildeten Steuerdistrikt Wolkersdorf und 1818 zur deckungsgleichen politischen Gemeinde Wolkersdorf.
Am 1. Mai 1978 wurde die Gemeinde Wolkersdorf aufgelöst und mitsamt ihren Ortsteilen in die Stadt Traunstein eingegliedert.

## Siedlungsentwicklung
Vor dem 2. Weltkrieg gab es nur wenige Häuser in Geißing, bis zur Jahrhundertwende standen lediglich die beiden Bauernhöfe. Nach dem Krieg wurden vereinzelt Häuser an der Inn- und an der Nußbaumerstraße gebaut, doch erst Anfang der 1980er Jahre begann man mit der Errichtung eines großen Wohngebiets.
Ab dem Jahr 2004 entstand im Südwesten des Dorfes ein weiteres Wohngebiet mit 90 Häusern. Die beiden Wohngebiete sind innerhalb Geißings nur durch einen Fußweg verbunden.
Die OPD München baute 1973 eine Fernmeldewerkstätte in der Nußbaumerstraße im Baustil des Brutalismus. In dem Gebäude sind heute die Montessori-Schule Traunstein und eine Zweigstelle des Hauptzollamtes Rosenheim untergebracht.
In Geißing gibt es folgende Straßen: Achenstraße, Alzstraße, Geißinger Straße, Illerstraße, Innstraße, Isarstraße, Lechstraße, Nußbaumerstraße, Nußdorfer Straße, Saalachstraße, Salzachbogen und Seebrucker Straße